# The Principle of Moments
The Principle of Moments är ett musikalbum av Robert Plant som lanserades i juli 1983. Det var hans andra album som soloartist och blev en kommersiell framgång med topp 10-placering både i USA och Storbritannien. Albumets största hitsingel blev den avslutande balladen "Big Log", men även "In the Mood" och "Other Arms" blev mindre hits. Phil Collins spelar trummor på sex av albumets åtta låtar. Albumet följdes upp av en turné i USA mellan 26 augusti och 1 oktober 1983.

## Låtlista
(upphovsman inom parentes)
1. "Other Arms" (Robert Plant, Robbie Blunt) – 4:20
2. "In the Mood" (Plant, Blunt, Paul Martinez) – 5:19
3. "Messin' with the Mekon" (Plant, Blunt, Martinez) – 4:40
4. "Wreckless Love" (Plant, Blunt) – 5:18
5. "Thru' with the Two Step" (Plant, Blunt, Martinez) – 5:33
6. "Horizontal Departure" (Plant, Blunt, Martinez, Jezz Woodroffe) – 4:19
7. "Stranger Here... Than Over There" (Plant, Blunt, Martinez, Woodroffe) – 4:18
8. "Big Log" (Plant, Blunt, Woodroffe) – 5:03

## Listplaceringar
- Billboard 200, USA: #8[1]
- UK Albums Chart, Storbritannien: #7[2]
- RPM, Kanada: #6[3]
- Nederländerna: #3[4]
- Topplistan, Sverige: #41[5]